# Challenger de Fano
El Adriatic Challenger es un torneo profesional de tenis. Pertenece al ATP Challenger Series. Se juega desde el año 2016 sobre pistas de polvo de ladrillo, en Fano, Italia.

## Palmarés

### Individuales
| Año  | Campeón    | Finalista      | Resultado       |
| ---- | ---------- | -------------- | --------------- |
| 2016 | João Souza | Nicolás Kicker | 6–4, 6–712, 6–2 |

### Dobles
| Año  | Campeones                        | Finalistas                  | Resultado |
| ---- | -------------------------------- | --------------------------- | --------- |
| 2016 | Riccardo Ghedin Alessandro Motti | Lucas Miedler Mark Vervoort | 6–4, 6–4  |

- Datos: Q26307058